# Actinote differens
Actinote differens är en fjärilsart som beskrevs av D'almeida 1935. Actinote differens ingår i släktet Actinote och familjen praktfjärilar. Inga underarter finns listade i Catalogue of Life.